# Mawayana (volk)
Mawayana is een inheems volk uit Brazilië, Guyana en Zuid-Suriname.

## Leefgebieden en taal
De Mawayana stammen uit Guyana. Door de ziektes die vanuit Europa meegebracht werden, zijn veel Arowakstalige Mawayana overleden. Voor hun eigen veiligheid zijn daardoor grote groepen dieper het binnenland in getrokken en hebben zich vermengd met andere inheemse volken, zoals de Karaïbischtalige Waiwai.
In Brazilië wonen rond de 300 Mawayana's. Hun belangrijkste taal is Waiwai. Tachtig procent hangt een etnische religie aan en twintig procent het christendom.
In Kwamalasamoetoe in Suriname wonen begin 21e eeuw rond de tachtig Mawayana's die afstammen van drie echtparen die uit Guyana afkomstig zijn. Zij spreken van oudsher Waiwai als tweede taal, omdat ze in Guyana naast de Waiwai's woonden. Ze delen het dorp met de Karaïbischtalige Trio-bevolking, waardoor Mawayana daar in taal zijn overgegaan op het Trio en vooral jongeren geen Mawayana meer spreken.
Er wonen ongeveer 80 Mawayana in Kasjoe-eiland in het Tigri-gebied dat door Suriname en Guyana wordt betwist. Het dorp en de kapitein worden door beide landen erkend.
De Mawayana leven onder meer van de landbouw, waarbij ze het hakken en branden toepassen.

## Legende
Onder de Mawayana's gaat de legende van twee broers die een jaguar achterna zaten toen die een man dodelijk had verwond. Een van hen wist de jaguar met zijn knuppel te raken, waarna de jaguar de boom in vluchtte. De volgende dag was een man in het dorp vermist. De dorpelingen waren bezorgd dat hij ten prooi was gevallen van een jaguar. Uiteindelijk kwam de man toch het dorp binnen gelopen. Hij liep met een stok en zijn been was gezwollen. Het bleek dat hij al die tijd voor een jaguar was gehouden.
Arowakken (Lokono) · Karaïben (Kari’na) · Trio · Wayana

Akuriyo · Aparai · Katuena · Mawayana · Saloema · Sikiiyana · Tunayana · Waiwai · Warau
Akawaio · Arecuna · Arowakken (Lokono) · Karaïben (Kari’na) · Macushi · Patamona · Waiwai · Wapishana · Warau

Mawayana · Taruma · Trio